# Takuma Gotō
Takuma Gotō (japanisch 後藤 卓磨 Gotō Takuma; * 16. Juli 1997 in der Präfektur Tokushima) ist ein japanischer Fußballspieler.

## Karriere
Takuma Gotō erlernte das Fußballspielen in der Jugendmannschaft von Tokushima Vortis und in der Universitätsmannschaft der Kansai-Universität. Seinen ersten Vertrag unterschrieb er am 1. Februar 2020 beim FC Tokushima. Der Verein aus Tokushima spielte in der Shikoku Soccer League. Im Januar 2021 wechselte er in die dritte Liga. Hier schloss er sich Kamatamare Sanuki aus Takamatsu an. Sein Drittligadebüt gab Takuma Gotō am 14. März 2021 (1. Spieltag) im Heimspiel gegen den AC Nagano Parceiro. Hier wurde er nach der Halbzeitpause für Kazumasa Takagi eingewechselt. Nagano Parceiro gewann das Spiel mit 2:0.